# Asia D'Argento
Asia D'Argento (Viareggio, 11 settembre 1975) è un'ex attrice pornografica italiana.

## Biografia
Attrice nota nel panorama del cinema hard dei primi anni duemila, Asia D'Argento scelse il proprio nome d'arte ispirandosi all'attrice Asia Argento. Attiva con numerose case di produzione, tra cui la FM, ha girato la maggioranza dei propri film sotto la regia di Guido Maria Ranieri. In carriera ha girato insieme ad alcune delle pornoattrici più note del panorama italiano ed europeo, da Milly D'Abbraccio a Angelica Bella.

## Filmografia
- Eredità di un certo tipo (1999)
- La vedova (analmente) allegra (2000)
- Inculate indecenti (2000)
- Sex and the City: Le donne si raccontano (2000)
- Una vita da mignotte (2000)
- L'uccello dalle palle di cristallo (2000)
- Amiche di letto (2001)
- Corpi da reato (2001)
- Quattro fiche di velluto grigio (2001)
- Che gelida manina, fattela riscaldare	(2003)
- Provocazioni (2003)
- Cara maestra (2004)
- Prova a prendermi	(2004)
- Milly live (2005)
- Palle in canna (2005)
- Tutti dentro (2005)
- Cara maestra 2 (2006)
- Bollenti spiriti (2006)
- Donna di cuori (2006)
- Alla ricerca del piacere (2007)
- Ricca sfondata (2008)
- Mamma mia che bella (2009)
- Strane occasioni (2010)
- Il mondo ai miei piedi (2010)
- Tutti insieme appassionatamente (2010)
- Asia e i membri del club (2011)
- La banda delle lecca-lecca (2011)
- Sofia e le altre	(2012)
- Tutti in sella! (2012)
- La grande maestra	(2013)